# Río Lane
El Río Lane es un arroyo de 13,7 km (8,5 millas) de largo en el centro Nuevo Hampshire en los Estados Unidos. Es un afluente  del Río Warner, parte de la cuenca del río Contoocook (y finalmente del Río Merrimack).